# Tribe (Soulfly)
Tribe è un EP del gruppo alternative metal Soulfly, pubblicato nel 1999.

## Tracce
1. Tribe – 4:53
2. Quilombo (Zumbi Dub mix) – 3:25
3. No Hope = No Fear (live) – 4:16
4. Bleed (live) – 4:35
5. Bumba (live) – 3:27
6. Quilombo (live) – 4:15
7. Tribe (Tribal Terrorism mix) – 4:18
8. Soulfly (Eternal Spirit mix) – 5:26

## Formazione
- Max Cavalera - voce, chitarra, berimbau
- Logan Mader - chitarra
- Marcello D. Rapp - basso
- Roy "Rata" Mayorga - batteria, percussioni